# Гаме

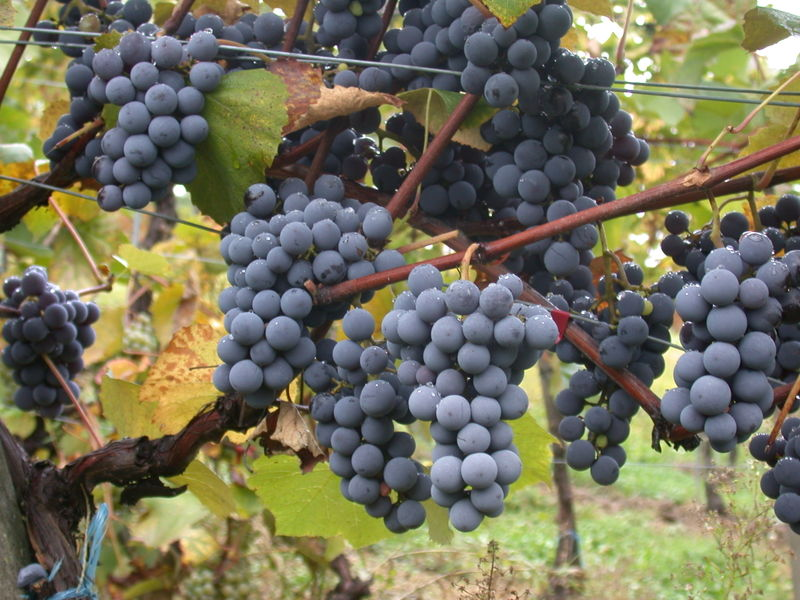
Гаме

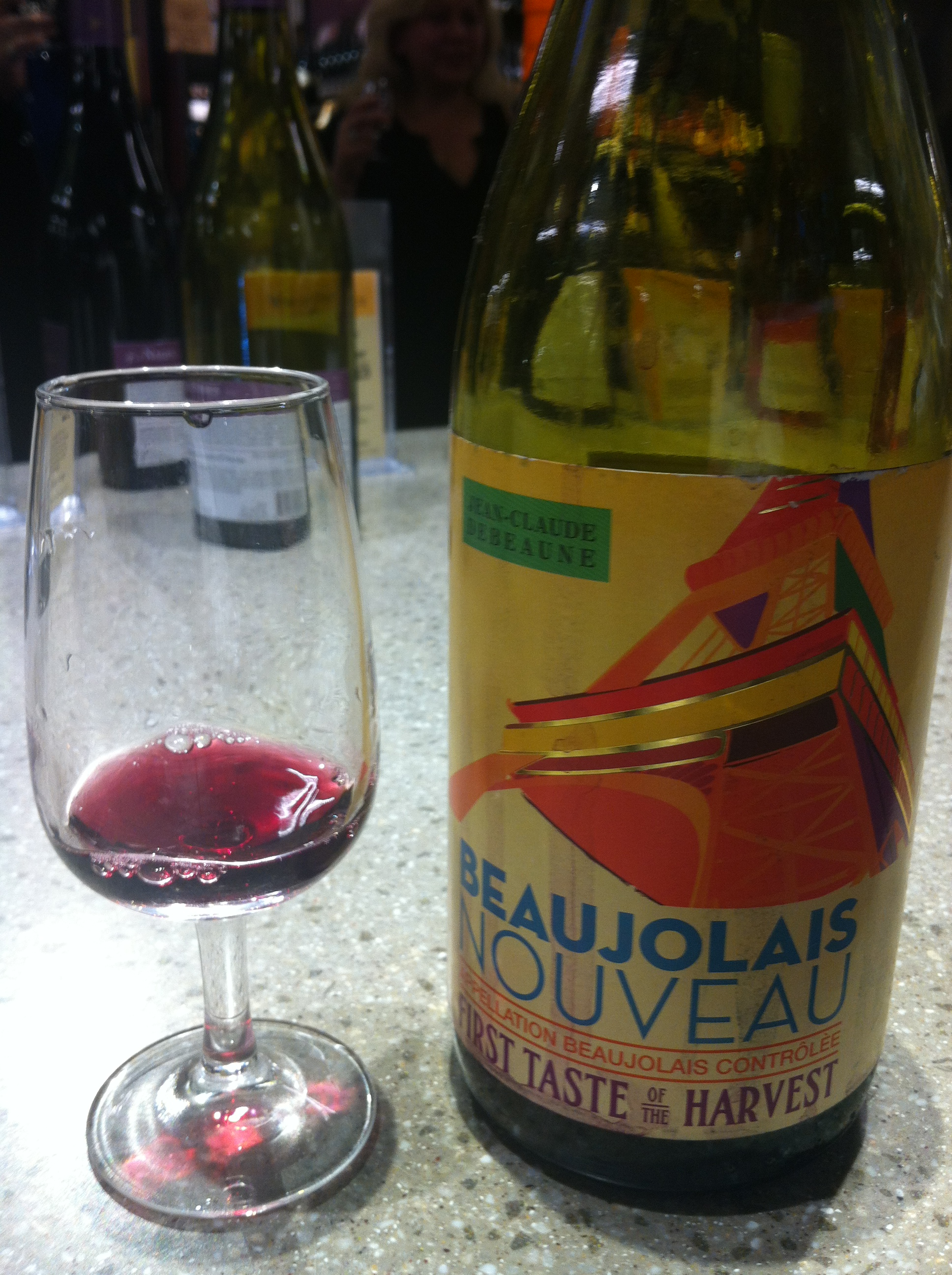
Вино Beaujolais Nouveau з винограду Гаме

Гаме (фр. Gamay) — французький технічний сорт червоного винограду.

## Розповсюдження
Сорт вирощується здебільшого у французькому регіоні Божоле (південь Бургундії). Крім того, сорт культивують у Швейцарії, невеликі площі виноградників є в інших країнах.

## Історія
Сорт має давню історію. Перші згадки про нього датуються XIV сторіччям. З 1951 року у листопаді проводиться фестиваль молодого вина «Божоле-Нуво». Фестиваль починається у містечку Божо. На його головній площі розміщують бочки з вином. Увечері на неї виходять місцеві винороби зі смолоскипами в руках, а опівночі бочки відкривають і під струмені молодого вина підставляють келихи. Після цього фестиваль починається у всій Франції.

## Характеристика сорту
Середньостиглий сорт. Період від початку розпускання бруньок до технічної зрілості винограду 159 днів при сумі активних температур 3020 °C. Належить до еколого-географічної групи західноєвропейських сортів винограду. Кущі середньорослі. Листя середнього розміру, округлі, середньорозсічені, з пласкою поверхнею, знизу частково опушені, черешкова виїмка найчастіше трикутна. Визріла лоза жовто-коричнева з темнішими вузлами. Квітка двостатеві. Грона дрібні, циліндроконічні, крилаті, щільні. Ягоди середні, круглі, темно-сині. Шкірочка міцна, покрита сизуватим восковим нальотом. М'якуш ніжна, соковита, безбарвна. Смак простий. Визрівання пагонів хороше. Врожайність 80-130 ц/га. Сорт винограду Гаме відносно стійкий до мільдью, оїдіуму і морозу, слабко — до сірої гнилі і філоксери.

## Характеристика вина
Зазвичай з Гаме виробляють легкі сухі червоні вина Божоле Нуво, з фруктовим смаком та ароматом, які споживають молодими. Таке вино має насичений колір, високу кислотність та низький вміст танінів. Іноді з цього винограду виготовляють якісніші та витримані вина.